# William Watts Hart Davis
William Watts Hart Davis (* 27. Juli 1820 bei Davisville, Pennsylvania; † 26. Dezember 1910 in Doylestown, Pennsylvania) war ein US-amerikanischer Jurist, Offizier, Zeitungsverleger, Politiker und Historiker.

## Werdegang
William Watts Hart Davis kam 1820 als Sohn von John Davis und seiner Ehefrau Amy (1784–1847), geborene Hart, in der Nähe der damals noch eigenständigen Gemeinde Davisville zur Welt. Mitte des 19. Jahrhunderts wurde Davisville und die umliegenden Gemeinden Teil der Stadt Southampton (Bucks County). Sein Vater diente während des Britisch-Amerikanischen Krieges von 1812 in der Staatsmiliz, in der er vom Hauptmann bis zum Generalmajor aufstieg. Später schlug er als Mitglied der Demokratischen Partei eine politische Laufbahn ein. Von 1839 bis 1841 saß er im Kongress in Washington, D.C. Präsident James K. Polk ernannte ihn dann 1845 zum Leiter des Hafens von Philadelphia – ein Posten, welchen er bis 1849 innehatte. William Watts Hart Davis besuchte eine Privatschule in Doylestown (Bucks County). Seine Militärlaufbahn begann im frühen Alter von zehn Jahren, als er in eine lokale Milizeinheit eintrat namens Liberty Guards. Als junger Erwachsener besuchte er die Norwich University, eine Militärakademie in Northfield (Vermont). Nach seinem Abschluss wurde er zum Militärausbilder an der Militärakademie in Portsmouth (Virginia) ernannt.
In der Folgezeit studierte er Jura an der Harvard University. Seine Studienzeit war von der Wirtschaftskrise von 1837 überschattet.
Nach dem Ausbruch des Mexikanisch-Amerikanischen Krieges verpflichtete er sich als Private im ersten Massachusetts Infanterieregiment, wo er schnell zum First Lieutenant aufstieg, vermutlich wegen seiner militärischen Ausbildung und Schulung. Während des Krieges stieg er dann die Karrierelaufbahn weiter nach oben. Er war Aide-de-camp, dann Assistant Adjutant General, als nächstes Commissary Officer und bei seiner Ausmusterung im Jahr 1848 bekleidete er den Dienstgrad eines Captains in der Kompanie E im ersten Massachusetts Infanterieregiment.
Präsident Franklin Pierce ernannte ihn 1853 zum United States Attorney für das New-Mexico-Territorium und später zum Attorney General vom New-Mexico-Territorium.
Im Jahr 1856 heiratete er Anna Carpenter (1832–1881), in New-Mexico-Territorium. Das Paar bekam vier Kinder: Jacob C. (1857–1944), Margaret (1860–1936), John (1862–1868) und Eleanor Hart (1870–1927).
Nach seiner Rückkehr im Jahr 1857 nach Pennsylvania erwarb er dort eine Zeitung, den Doylestown Democrat, und praktizierte dort auch als Anwalt. Davis lebte mit seiner Familie an der East Court Street gegenüber dem Bucks County Court House. Er kandidierte zweimal erfolglos für den Kongress.
Nach dem Ausbruch des Sezessionskrieges entschied sich Davis, auf der Seite der Nordstaaten zu kämpfen und verpflichtete sich daher in der Unionsarmee. Mit dem Dienstgrad eines Captains kommandierte er die Kompanie I im 25. Pennsylvania Regiment – eine Kompanie, welche in den ersten 24 Stunden nach dem Beschuss auf Fort Sumter aufgestellt wurde. Das 25. Pennsylvania Regiment war auch als „First Defenders“ bekannt. Zu Beginn des Krieges herrschte bei vielen die Auffassung, dass nur wenige Schlachten geschlagen werden müssten und der Sieg über den Feind in wenigen Monaten errungen sein würde. Daher wurden die ersten Freiwilligen nur für eine Dienstzeit von drei Monaten verpflichtet. Eine grobe Fehleinschätzung damals, wie man heute weiß. Davis und seine Leute gehörten zu einer solchen Einheit mit dem Unterschied, dass sie die ersten Truppen waren, welche nach den Unruhen durch Baltimore (Maryland) marschierten. Davor hatten die Aufständischen in Baltimore, die mit den Südstaaten sympathisierten, ihren Unmut über die Unionstruppen zu Ausdruck gebracht, als diese durch die Stadt marschierten. Die Truppen waren auf Befehl von Präsident Abraham Lincoln zur Verteidigung von Washington, D.C. unterwegs. Die tödlichen Konfrontation veranlasste die Armee dazu, ihre Truppen mitten in der Nacht durch Baltimore zu bringen, um mögliches Blutvergießen zwischen der Zivilbevölkerung und dem Militär zu vermeiden. Das 25. Pennsylvania Regiment durchquerte Baltimore ohne Zwischenfälle. Nach seiner Dienstzeit am Oberlauf des Potomacs wurde Captain Davis am 25. Juli 1861 ausgemustert. Nach seiner Rückkehr begann Davis, das 104. Pennsylvania Regiment aufzustellen, vorwiegend aus den Einwohnern des Bucks County.
Davis wurde Colonel des 104. Pennsylvania Regiments in einer Weise, die nach dem Doylestown Democrat „einzigartig unter den Kommandanten im Bürgerkrieg“ war. Er wurde nicht auf die übliche Weise als Colonel einberufen, sondern berief sich selbst zum Colonel, indem er „den Fahneneid vor dem Squire John B. Pugh in Doylestown abnahm.“ Im Laufe der Zeit scharte er viele Männer um sich und trainierte die Truppen, um sie in die Schlacht zu führen. Davis schlug mit seinem 104. Pennsylvania Regiment in Washington, D.C. sein Feldlager auf. Vor Ort erhielt er das Kommando über eine provisorische Brigade, bestehend aus dem 52. Pennsylvania Regiment, dem 56. New York Regiment und seinem eigenen 104. Pennsylvania Regiment. Davis wurde der Titel des „Provisional Brigadier General“ verliehen, obwohl er immer noch offiziell ein Colonel war (siehe Brevet-Rang). In der Folgezeit diente Colonel Davis als Brigade- oder Divisionskommandeur, ohne davor tatsächlich zum Brigadegeneral oder Generalmajor befördert worden zu sein. Davis bekleidete den Dienstgrad eines Colonels den ganzen Krieg hinweg trotz vorliegender Vorschläge seiner Vorgesetzten, ihn zum Brigadegeneral zu befördern. Erst am 13. März 1865, nachdem sein Militärdienst beendet war, wurde Davis zum Brevet-Brigadegeneral ernannt.
Am 31. Mai 1862 nahmen Davis und sein 104. Pennsylvania Regiment an der Schlacht von Seven Pines während des Halbinsel-Feldzugs teil. Es war ihre verlustreichste Schlacht im ganzen Krieg. Bei ihrer Aufstellung befand sich das 104. Pennsylvania Regiment ganz vorn in der Armee vom George B. McClellan in der Nähe des Stadtrandes von Richmond (Virginia). Im Verlauf der Kampfhandlungen lieferte sich sein Regiment einen heftigen Kampf gegen die Verteidiger der Stadt im Süden. Aufgrund von fehlender Unterstützung wurde das 104. Pennsylvania Regiment über das Schlachtfeld zurückgedrängt. Im Durcheinander wurden die Regimentsfahnen zurückgelassen. Colonel Davis organisierte daraufhin eine Abteilung, um die Fahnen zurückzuholen, bevor sie in Feindeshand fallen konnten. Durch einen wilden Ansturm, gefolgt von Nahkampf, konnten die Fahnen zurückgeholt werden, aber zuvor wurden Davis und andere verwundet. Wegen einer schweren Wunde am linken Ellenbogen blieb Davis eine Zeit lang dem Kampfgeschehen fern. Für seinen heldenhaften Einsatz bei diesem Unterfangen erhielt Hiram Purcell die Medal of Honor verliehen.
Nach seiner Genesung stieß Colonel Davis zu seinem 104. Pennsylvania Regiment und marschierte dann mit diesem nach Charleston (South Carolina). Solange er in diesem Operationsgebiet agierte, war er mit seinen Truppen auf Morris Island, Folly Island und James Island stationiert. Dabei handelt es sich um einige der vielen unbewohnten Inseln, die sich in der Bucht von Charleston Harbor an der Atlantikküste befinden. An diesem Kriegsschauplatz hatte Davis im Laufe der Zeit das Kommando über Brigaden, Divisionen und eine Zeit lang über die ganzen Unionstruppen. Einem Befehl von General Quincy Adams Gillmore, dem Kommandanten des Departments of the South, folgend, fertigten Davis und sein Regiment 400 11-1/2 Fuß lange und 5 Inch im Durchmesser große Pfähle an, zwecks der Montage eines großen Geschützes für den Beschuss der Stadt Charleston. Bekannt als „Swamp Angle“ wurde dieses 200-lb-Parrott-Geschütz in einem undurchdringlichen Sumpf in der Nähe von Morris Island platziert. Die angelieferten Pfähle wurden dafür in den grundlosen Sumpf getrieben und bildeten das Fundament für die Batterie, die schließlich Granaten in die Stadt schoss. In einem seiner Vorträge erzählte Davis später folgende Geschichte über die schwierigen Arbeiten im Sumpf:

“The active work, of building the battery, was assigned to a Lieutenant of the New York Engineers, and when the place was pointed out to him, by his Colonel, he said it was impossible, to which the Colonel replied, ‘there is no such word as impossible’ and said the battery must be built there. This settled the question, and, to encourage the doubting Lieutenant the Colonel authorized him to call for anything he might need; whereupon the Lieutenant made requisition for ‘one hundred men, eighteen feet tall to wade through mud twelve feet deep.’ This little bit of pleasantry cost the Lieutenant his arrest, but he was soon released and the battery was built by men of ordinary stature.”

„Mit dem tatsächlichen Aufbau der Batterie wurde ein Lieutenant von den New York Engineers beauftragt. Als ihm die Örtlichkeit von seinem Colonel gezeigt wurde, sagte er: ‚Es ist unmöglich.‘ Daraufhin erwiderte ihm der Colonel: ‚Es gibt kein solches Wort wie unmöglich, die Batterie muss da aufgebaut werden.‘ Um die Aufgabe zu erledigen und den verzweifelten Lieutenant zu ermutigen, ermächtigte ihn der Colonel alles anzufordern, was er dafür brauchte, woraufhin der Lieutenant ‚hundert Mann wollte, die 18 Fuß groß waren, um in dem zwölf Fuß tiefen Sumpf zu waten.‘ Wegen des kleinen Scherzes kam der Lieutenant in Haft, wurde aber bald wieder freigelassen. Im Anschluss wurde die Batterie von Männern normaler Statur aufgebaut.“

Auf Morris Island nahm er dann am letzten und erfolgreichen Angriff auf Fort Wagner teil, wo zuvor das 54. Regiment der Massachusetts Volunteer Infantry eine Niederlage erlitten hatte, das sich ausschließlich aus afroamerikanischen Soldaten zusammensetzte. Dieser Angriff, bei dem mehr als 50 Prozent der Männer starben, und die Geschichte des Regiments wurden in dem Spielfilm Glory (1989) thematisiert. Das Regiment war ein Teil seines 104. Pennsylvania Regiments, welches er als „Boat Infantry“ bezeichnete. Es wurde später damit beauftragt, „um den Hafen von Charleston zu patrouillieren, um die feindliche Unterstützung für Sumter abzufangen.“ Davis wurde später von seinem alleinigen Kommando über Morris Island und seiner beinahe 10.000 Mann starken Militäreinheit abgelöst. Ihm wurde das Kommando über den Middle District übertragen – ein großer Sektor, welcher die Hilton Head Island und das entscheidend wichtige Fort Pulaski umfasste.
Nach einer Dienstfreistellung (LOA) übernahm Davis das Kommando über seine Truppen, welche um den Hafen von Charleston stationiert waren. Bei einem Spähtrupp während der Belagerung von Charleston wurde Davis von einem Fragment einer explodierenden Granate an der Hand getroffen. Die Finger an seiner rechten Hand wurden von der Explosion weggerissen. Daraufhin wurde er wieder nach Hause geschickt, um sich dort von seinen Verletzungen zu erholen. Nach seiner Genesung wurde Davis nach Philadelphia beordert, um im General Court Martial Board seinen Platz einzunehmen – einen Posten, welchen er bis zu seiner Ausmusterung innehatte.
Nach dem Ende des Krieges gingen seine Auffassungen hinsichtlich der Reconstruction mit denen des verstorbenen Präsidenten Abraham Lincoln einher. In einem Brief an das City of Harrisburg's 4th of July Celebration Committee schrieb er 1865 folgendes:

“Let conciliation and generosity be the ruling policy; let the people of the South be treated as erring citizens and not as implacable foes. Let there be neither confiscation nor hanging for political offenses; let justice everywhere be largely tempered with mercy.”

„Lasset Versöhnung und Großzügigkeit die beherrschende Politik sein; lasset die Leute aus dem Süden als irrige Bürger und nicht als unerbittliche Feinde behandeln. Lasset es weder Konfiszierung noch Hängen geben für ihre politischen Vergehen; lasset es Gerechtigkeit weitgehend mit Gnade gemildert sein.“

Davis gründete im Jahr 1880 die Bucks County Historical Society.

## Werke (Auswahl)
Im Laufe seines Lebens verfasste Davis zehn Bücher:
- 1857: El Gringo, Or, New Mexico and Her People[10]
- 1860: History of the battle of the Crooked Billet, fought May 1, 1778[11]
- 1866: History of the 104th Pennsylvania Regiment, from August 22nd, 1861, to September 30th, 1864[12]
- 1869: The Spanish Conquest of New Mexico[13]
- 1876: The History of Bucks County, Pennsylvania: From the Discovery of the Delaware to the Present Time[14]
- 1888: The Spaniard in New Mexico[15]
- History of the Doylestown Guards[16]
- Life of John Davis[17]
- Oration at Laurel Hill Cemetery, Philadelphia, on Decoration Day, May 30, 1884[18]
- The Fries Rebellion (1798-99)[19]

## Trivia
Im Jahr 1866 war Davis maßgeblich an der Beschaffung von Geldern für die Errichtung des Denkmals für das 104. Pennsylvania Regiment im Zentrum von Doylestown.
Davis war auch aktiv an der Organisation von den Treffen seines Regiments. Diese fanden an verschiedenen Standorten rund um Bucks County statt, von Quakertown nach Bristol und von Hartsville nach Frenchtown.